# Amadeus-Verleihung 2002
Die 3. Verleihung des Amadeus Austrian Music Award fand am 8. Mai 2002 im ORF-Zentrum in Wien statt. Die Verleihung moderierte Andi Knoll.

## Nominierung und Wahl
Nominiert werden konnten Musiker und Bands bzw. deren Veröffentlichungen, die im Zeitraum von 1. Jänner bis 31. Dezember 2001 auf den Markt kamen bzw. mindestens einen Live-Auftritt hatten. Voraussetzung war, dass die Künstler ihren Lebensmittelpunkt in Österreich haben oder österreichische Staatsbürger sind.

## Preisträger

### Gruppe Pop/Rock national
- Jamzero von Bauchklang

### Jazz/Blues/Folk-Album des Jahres national
- Trad von Hubert von Goisern

### Künstler Pop/Rock national
- Männersache von Rainhard Fendrich

### Single des Jahres national
- Oua Oua von Max.Brothers.

### Gruppe Pop/Rock national
- Suzuki von Tosca

### Newcomer des Jahres national
- Zabine

### Erfolgreichster österreichischer Künstler im Ausland
- DJ Ötzi

### Dance Act des Jahres
- Hardcore Vibes von DJ Taylor & Flow

### Crossover-Album des Jahres
- Masters of Chant II

### Best Soundtrack/Best Cast Recording des Jahres
- Moulin Rouge!

### Crossover-Künstler, Künstlerin oder Gruppe/Ensemble des Jahres
- Gregorian

### Handelspartner des Jahres
- Dagmar Rauscher

### Schlager-Album des Jahres
- Auch wenn es nicht vernünftig ist von Claudia Jung

### Klassik-Album des Jahres
- Neujahrskonzert 2001 von Wiener Philharmoniker

### Produzent des Jahres
- 7th District

### Album des Jahres international
- Swing When You're Winning von Robbie Williams

### FM4 Alternative Act des Jahres
- Bauchklang

## Besondere Auszeichnungen

### Lebenswerk
- Wolfgang Ambros

### Musikpartner des Jahres
- Rudi Klausnitzer